# (6076) Plavec
(6076) Plavec (1980 CR) – planetoida z pasa głównego asteroid okrążająca Słońce w ciągu 4,29 lat w średniej odległości 2,64 j.a. Odkryta 14 lutego 1980 roku.